# 고쇼가와라정
고쇼가와라정(五所川原町)은 아오모리현 기타쓰가루군에 있던 정이다.

## 연혁
- 1889년 4월 1일 - 정촌제 시행에 의해 기타쓰가루군 고쇼가와라촌이 촌제를 시행하였다, 고쇼가와라무라가 발족.
- 1898년 7월 1일 - 정제를 시행하여 고쇼가와라정이 되었다.
- 1954년 10월 1일 사카에 촌, 나카가와 촌, 미요시 촌, 나가하시 촌, 마쓰시마 촌, 이즈메 촌이 합병해 고쇼가와라시가 되었다.

## 교통

### 철도
- 일본국유철도 고노 선
- 쓰가루 철도